# Ahmed Mohamed El Sayed
Ahmed Mohamed El Sayed (23 marzo 1990) è un calciatore qatariota, centrocampista dell'Al-Wakrah e della Nazionale qatariota.

## Carriera

### Nazionale
Ha esordito in Nazionale nel 2014.